# Rio-Antirriobrug
De Rio-Antirriobrug (Grieks: Γέφυρα Ρίου-Αντιρρίου, Géfyra Ríou-Andirríou) officieel Charilaos Trikoupisbrug (Grieks: Γέφυρα Χαρίλαος Τρικούπης), genoemd naar de staatsman die de eerste plannen heeft gehad voor de bouw van de brug, is de langste tuibrug met meerdere overspanningen ter wereld en ligt over de Golf van Korinthe nabij de Griekse stad Patras. De brug is de verbinding tussen het dorp Rio op de Peloponnesos en Antirrio op het Griekse vasteland.

## Locatie
De 2880 meter lange Rio-Antirriobrug verbindt het schiereiland Pelopennessos met het Griekse vasteland en is, naast de landengte van Korinthe, de enige vaste verbinding met het schiereiland. De brug bestaat uit twee rijbanen, met twee rijstroken naar het noorden en twee rijstroken naar het zuiden, een voetpad en vluchtstrook. De brug bestaat uit vijf overspanningen ondersteund door vier pylonen. De totale lengte van het wegdek dat door de kabels gedragen wordt is 2252 meter en is hiermee de op een na langste tuibrug-overspanning ter wereld, alleen het dek van het Viaduct van Millau is langer (2460 meter).
Deze brug wordt gezien als een technisch meesterwerk omdat ze is gebouwd op zeer moeilijk terrein. Voorbeelden van problemen zijn het diepe water, de grote kans op aardbevingen, tsunami's en het steeds maar breder worden van de golf als gevolg van platentektoniek.

## Bouw
De brug is ontworpen in de midden jaren 90 en is gebouwd door een Frans-Grieks consortium, geleid door het Franse bouwbedrijf VINCI en de Griekse bedrijven Hellenic Technodomiki-TEV, J&P-Avax, Athena, Proodeftiki en Pantechniki. Het consortium werkte tijdens de werkzaamheden onder de naam Γ.Ε.Φ.Υ.Ρ.Α (GEFYRA is Grieks voor 'brug'). De hoofdarchitect was Berdj Mikaelian. Onder andere de baggerwerkzaamheden en het bouwrijp maken begonnen in 1998, de funderingen van de kolossale masten werden gebouwd in 2000 en waren afgerond in 2003. Op 21 mei 2004 was de brug klaar, alleen apparatuur zoals leuningen, trottoirs en verlichting moesten nog worden geïnstalleerd.
Op 7 augustus 2004 werd de brug ingehuldigd, een week voor de opening van de Olympische Zomerspelen in Athene. De lopers met de Olympische vlam, waaronder de Duitse Otto Rehhagel, coach van het Grieks voetbalelftal, waren dan ook de eerste voetgangers die de brug overstaken.
De brug kostte in totaal ongeveer 630 miljoen euro, betaald door de Griekse overheid, het consortium en de Europese Investeringsbank.